# Nothria paxtonae
Nothria paxtonae är en ringmaskart som beskrevs av Imajima 1999. Nothria paxtonae ingår i släktet Nothria och familjen Onuphidae. Inga underarter finns listade i Catalogue of Life.